# Chaetoderma
Chaetoderma — рід грибів родини Стереумові (Stereaceae). Назва вперше опублікована 1968 року.

## Класифікація
До роду Chaetoderma відносять 1 вид:
- Chaetoderma incrassatum (знайдений на мертвій деревині атлвського кедра (Cedrus atlantica) у Франції)[3].

До 1988 року до роду відносили ще один вид — Chaetoderma luna (Romell ex D.P.Rogers & H.S.Jacks.) Parmasto, 1968, але його віднесли до монотипового роду Chaetodermella — Chaetodermella luna (Romell ex D.P.Rogers & H.S.Jacks.) Rauschert, 1988.